# Dây leo

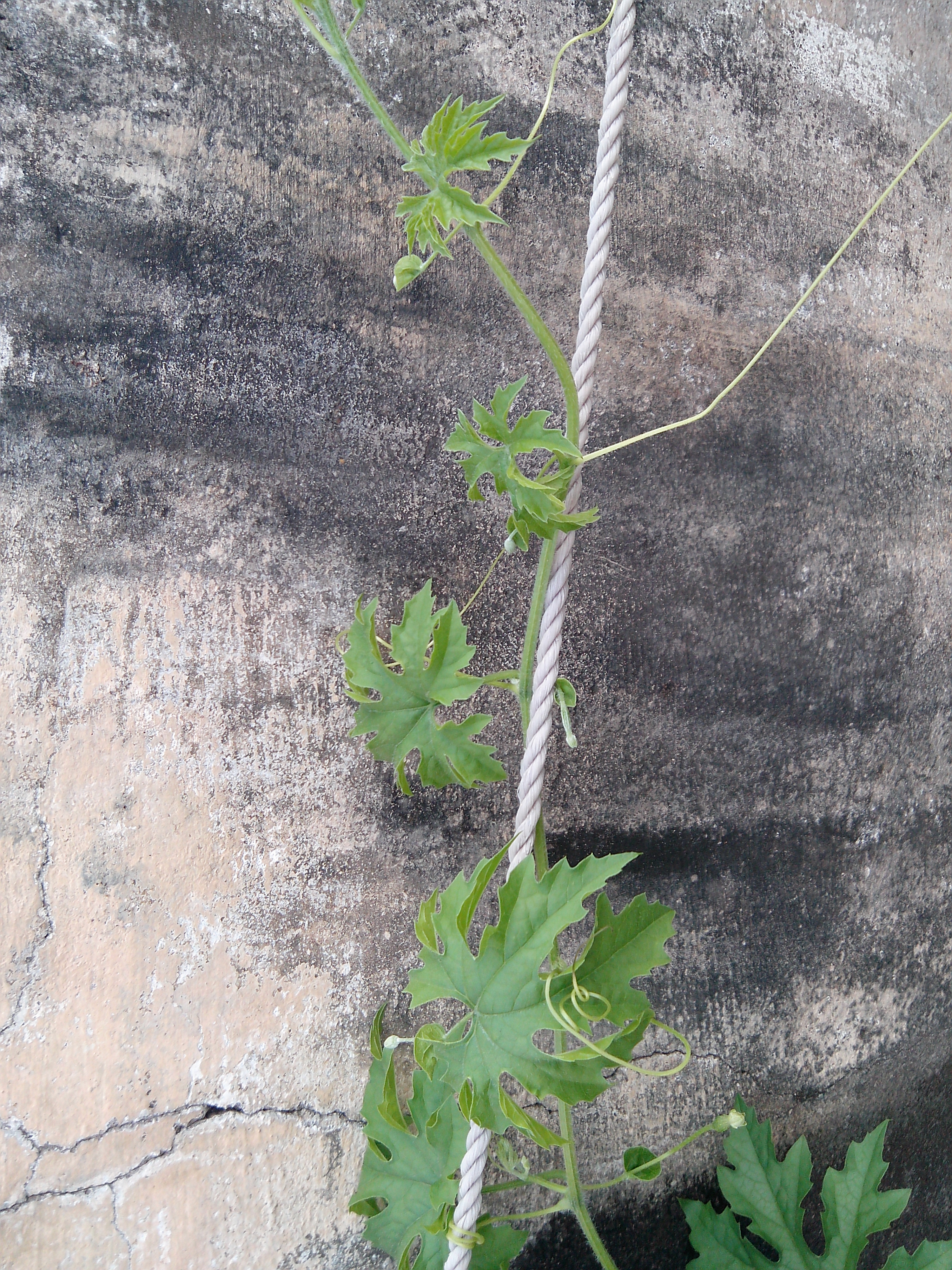
Khổ qua (Momordica charantia), một loại dây leo

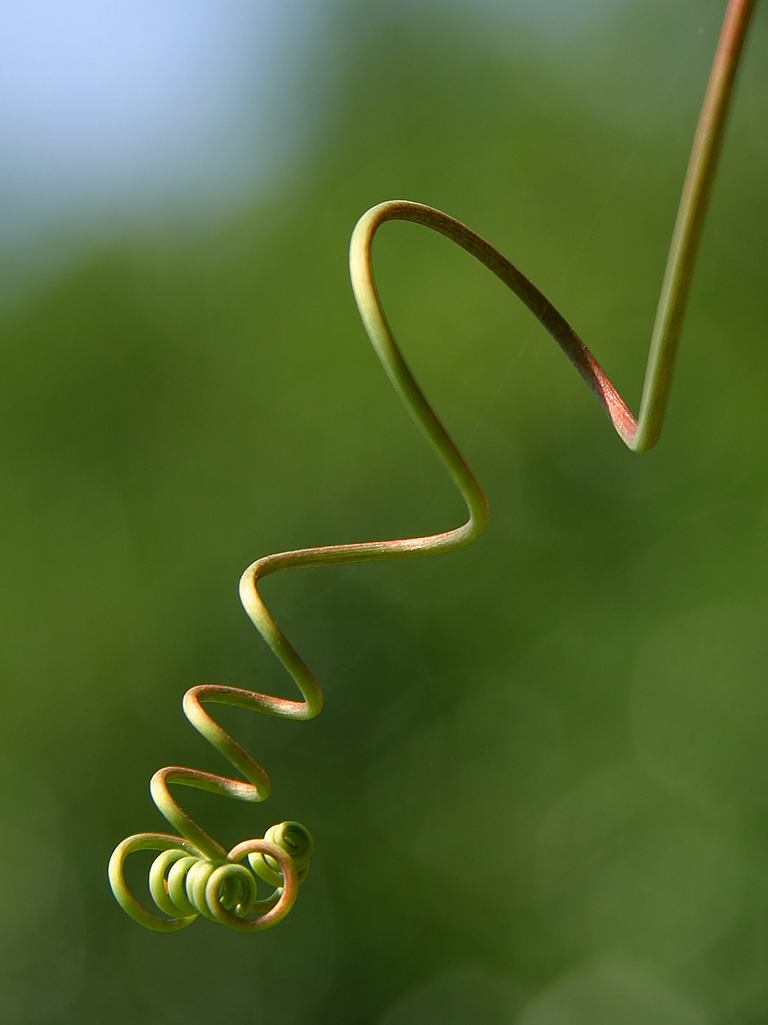
tua cuốn

Dây leo là bất kỳ loại thực vật nào có thói quen sinh trưởng như thân cây kéo dài hoặc leo bám vào một vật thể, dạng thân leo hoặc thân bò. Từ dây leo cũng có thể đề cập đến những thân cây hoặc thân bò như vậy khi được sử dụng trong đan lát.

## Dạng sinh trưởng

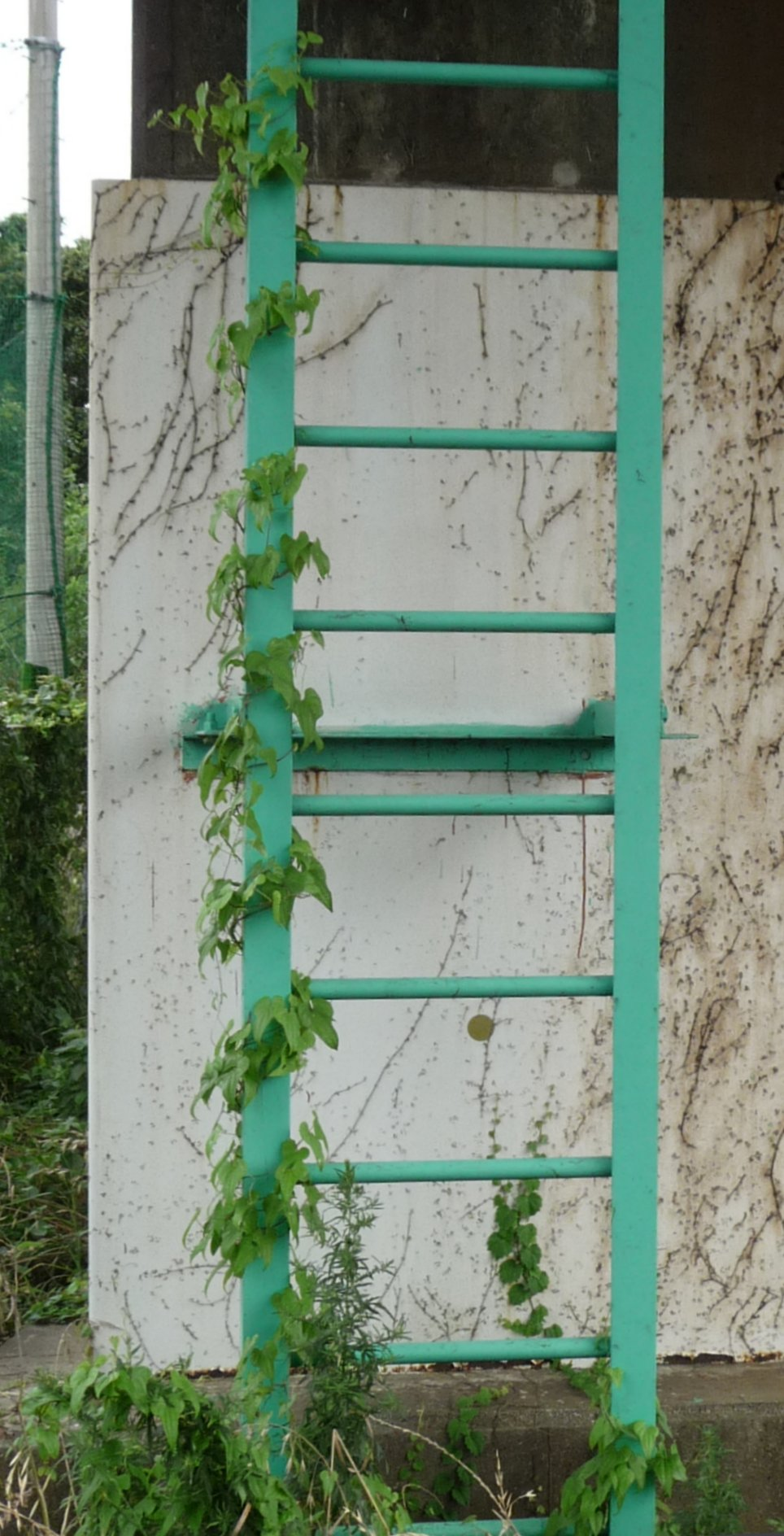
Dây leo Convolvulus quấn quanh một chiếc thang cố định bằng thép

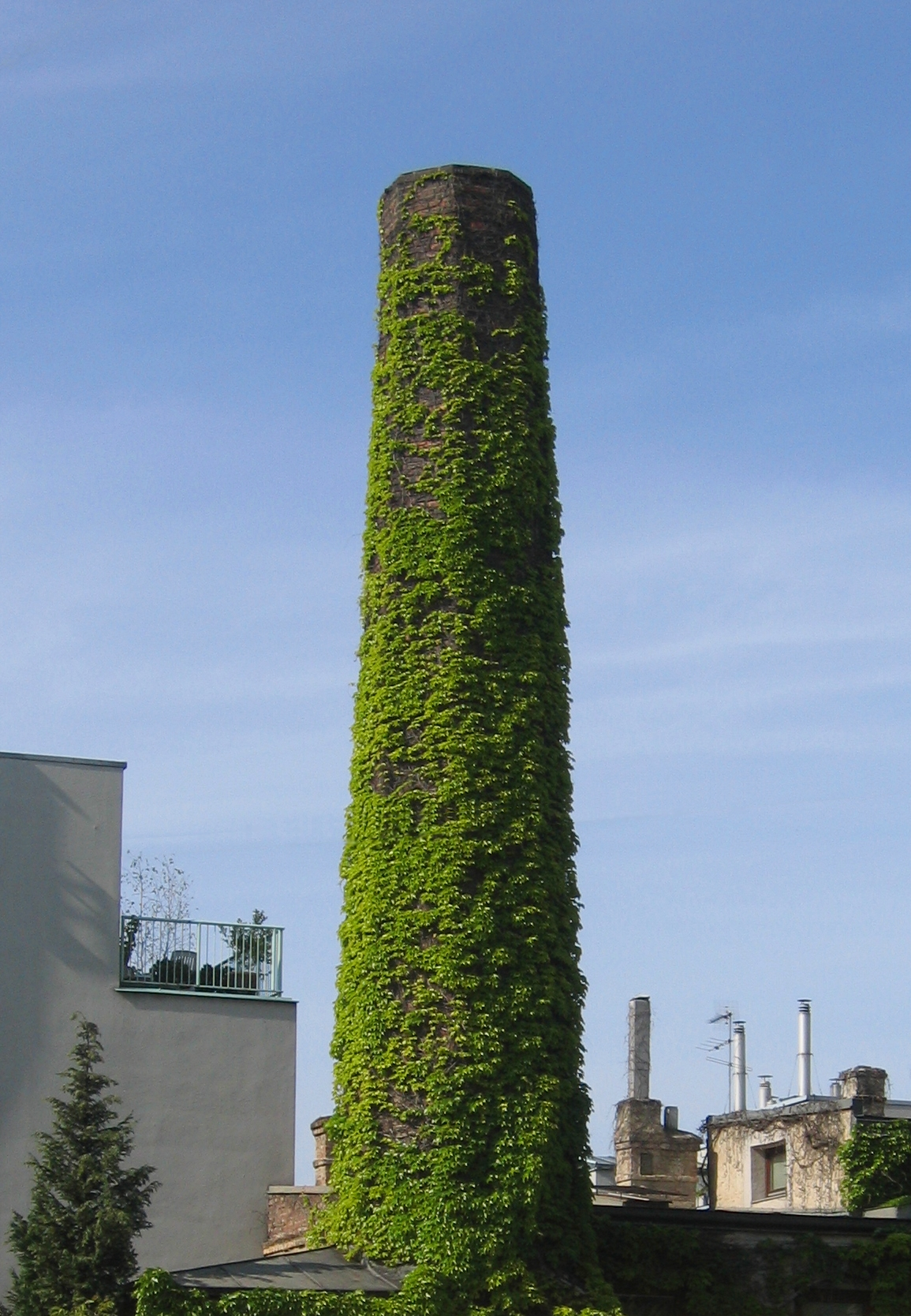
Thường xuân Boston che phủ ống khói

Một số thực vật luôn phát triển thành dây leo, trong khi một số thực vật chỉ phát triển thành dây leo một khoảng thời gian. Ví dụ, thường xuân độc và dây cà đắng có thể phát triển thành cây bụi thấp khi không có giá đỡ, nhưng sẽ trở thành dây leo khi có giá đỡ.
Dây leo thể hiện hình thức sinh trưởng dựa trên thân rất dài. Điều này có hai mục đích. Dây leo có thể tận dụng đá, thực vật khác hoặc giá đỡ khác để sinh trưởng thay vì tích lũy năng lượng vào nhiều mô hỗ trợ, giúp cây tiếp cận được ánh sáng mặt trời với mức tích lũy năng lượng tối thiểu. Đây là một hình thức sinh trưởng rất thành công đối với các loài thực vật như sắn dây và kim ngân Nhật Bản, cả hai đều là loài ngoại lai xâm lấn tại nhiều nơi ở Bắc Mỹ. Có một số loài dây leo nhiệt đới phát triển tính hướng ưa tối và phát triển ở nơi tránh ánh sáng, một kiểu tránh quang hướng. Phát triển ở nơi tránh ánh sáng cho phép dây leo vươn tới thân cây, sau đó nó có thể leo lên những vùng sáng hơn.
Hình thức phát triển của dây leo cũng có thể cho phép thực vật xâm chiếm các khu vực rộng lớn một cách nhanh chóng, ngay cả khi không cần leo cao. Ví dụ trường hợp của dừa cạn và thường xuân. Chúng cũng thích nghi với cuộc sống ở khu vực có những mảnh đất nhỏ màu mỡ nằm cạnh những khu vực có nhiều ánh sáng mặt trời hơn nhưng có ít hoặc không có đất. Dây leo có thể bén rễ trong đất nhưng có phần lớn lá ở khu vực sáng hơn, thoáng đãng hơn, tận dụng tối đa cả hai môi trường.
Sự tiến hóa của dây leo được xem là một sự đổi mới then chốt gắn liền với thành công trong tiến hóa và đa dạng hóa của một số nhóm phân loại thực vật. Chúng đã tiến hóa độc lập ở một số họ thực vật, sử dụng nhiều phương pháp leo trèo khác nhau, như:
- quấn thân cây quanh một giá đỡ (ví dụ: hoa bìm bìm, loài Ipomoea)
- bằng rễ bám dính, bất định (ví dụ: thường xuân, loài Hedera)
- có cuống lá xoắn lại (ví dụ loài Clematis)
- sử dụng các tua cuốn, có thể là các chồi chuyên biệt (Vitaceae), lá (Bignoniaceae), hoặc thậm chí là các chùm hoa (Passiflora)
- sử dụng các tua cuốn cũng tạo ra các mảng dính ở cuối bám khá chắc vào giá đỡ (Parthenocissus)
- sử dụng gai (ví dụ hoa hồng leo) hoặc các cấu trúc có móc khác, chẳng hạn như cành móc (ví dụ Artabotrys hexapetalus)

Mã túy mộc leo (Pieris phillyreifolia) là một loại dây leo dạng bụi bám thân gỗ, có khả năng leo lên mà không cần rễ bám, tua cuốn hoặc gai. Cây hướng thân vào một kẽ hở trên vỏ của những cây có vỏ xơ (chẳng hạn như cây bách hói), nơi thân có hình dáng dẹt và mọc lên thành cây bên dưới vỏ ngoài của cây chủ. Sau đó, mã túy mộc sẽ chìa ra những cành nổi gần ngọn cây.
Hầu hết dây leo là thực vật có hoa. Chúng có thể được chia thành các loại dây leo bám thân gỗ hoặc thân leo, chẳng hạn như tử đằng akebia, quả kiwi và thường xuân, và các loại dây leo thân thảo (không bám thân gỗ), chẳng hạn như hoa thuộc nhóm bìm bìm.
Một nhóm thực vật dây leo kỳ lạ là chi dương xỉ Lygodium, được gọi là dương xỉ leo. Thân cây không leo mà lá lược mới leo được. Lá lược trải ra từ ngọn và về mặt lý thuyết không bao giờ ngừng phát triển; chúng có thể tạo thành bụi rậm khi phủ giăng các cây, mặt đá và hàng rào khác.

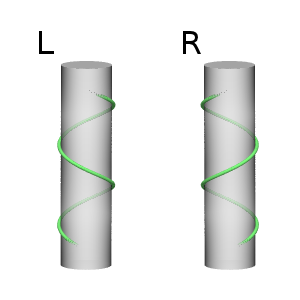
L: Thân cây leo thuận trái mọc theo hướng ngược chiều kim đồng hồ (nhìn từ góc nhìn của cây: S-xoắn).
R: Thân cây leo thuận phải mọc theo chiều kim đồng hồ. (Z-xoắn)

### Dây leo xoắn
Dây leo xoắn, còn được gọi là chồi leo, là loại dây leo dùng các chồi mọc theo hình xoắn ốc, trái ngược với dây leo mọc leo bằng tua cuốn hoặc rễ mút. Nhiều loại chồi leo có thân thô hoặc tơ cứng hướng xuống dưới để hỗ trợ độ bám của chúng. Hoa bia (được sử dụng trong hương liệu bia) là một ví dụ quan trọng có tính thương mại của chồi leo.
Hướng quay của chồi trong quá trình leo trèo là tự chủ và không (cũng như đôi khi được hình dung) xuất phát từ việc chồi hướng theo phương mặt trời quanh bầu trời - do đó hướng xoắn không phụ thuộc vào phía nào của đường xích đạo mà cây đang phát triển. Điều này được thể hiện qua thực tế là một số chồi leo luôn xoắn theo chiều kim đồng hồ, bao gồm đậu chạy (Phaseolus coccineus ) và bìm bìm (loài Convolvulus), trong khi số khác luôn xoắn ngược chiều kim đồng hồ, bao gồm cây nhăng đen (Dioscorea communis) và kim ngân leo (loài Lonicera). Sự xoay vòng tương phản của bìm bìm và kim ngân là chủ đề của bài hát châm biếm "Misalliance", được Michael Flanders và Donald Swann viết và hát (nhưng lời bài hát nhầm lẫn hướng xoắn, mô tả kim ngân là thuận phải và bìm bìm là thuận trái).

## Thực vật leo trong làm vườn
Thuật ngữ "dây leo" cũng áp dụng cho loài bầu bí như dưa chuột, nơi các nhà thực vật học đề cập đến dây leo bò; trong nông nghiệp thương mại, xu hướng tự nhiên của tua cuốn cuộn để tự gắn vào các cấu trúc hoặc giàn đứng có sẵn được tối ưu hóa bằng cách lắp đặt lưới mắt cáo.
Người làm vườn có thể tận dụng xu hướng thực vật leo để cây phát triển nhanh chóng. Nếu muốn cây phủ xanh một cách nhanh chóng, dây leo có thể đạt được điều này. Dây leo có thể được uốn nắn trên các bức tường, giàn che, hàng rào, v.v. Dây leo có thể được trồng trên các loại cây khác để tạo thêm nét thu hút. Giá đỡ nhân tạo cũng có thể được vận dụng. Một số dây leo tự mình leo lên; số khác cần tác động, chẳng hạn như trói buộc và uốn nắn.

## Mô tả khoa học
Dây leo rất khác nhau về kích thước, hình dạng và nguồn gốc tiến hóa. Darwin phân loại các nhóm dây leo dựa trên phương pháp leo trèo của chúng. Ông đã phân loại ra năm loại dây leo – cây xoắn, leo lá, mang tua cuốn, leo rễ và leo móc.
Dây leo độc đáo ở chỗ chúng có nhiều nguồn gốc tiến hóa. Chúng thường cư trú ở những vùng nhiệt đới và có khả năng leo trèo độc đáo. Dây leo có thể phát triển trong cả bóng râm sâu và ánh nắng đầy đủ do tính dẻo kiểu hình đa dạng độc đáo của chúng. Hành động leo trèo này giúp tránh bóng râm từ hàng xóm và cho phép dây leo phát triển ngoài tầm với của động vật ăn cỏ. Môi trường để dây leo có thể phát triển thành công được quyết định bởi cơ chế leo trèo của dây leo và khả năng giăng rộng trên giá đỡ. Có nhiều lý thuyết ủng hộ ý kiến cho rằng phản ứng quang hợp có liên quan chặt chẽ đến cơ chế leo trèo.

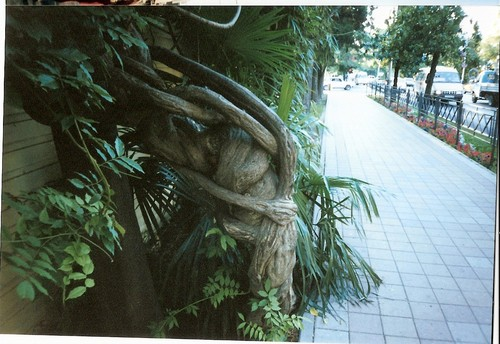
Dây leo Apios lớn trên đường phố Sochi, Nga

Dây leo xoắn ôn đới, xoắn chặt xung quanh các giá đỡ, thường kém thích nghi để leo dưới những tán cây kín do đường kính hỗ trợ nhỏ hơn và không chịu được bóng râm. Ngược lại, dây leo có tua cuốn thường mọc trên nền rừng và trên cây cho đến khi chạm đến bề mặt tán cây, chứng tỏ chúng có độ dẻo sinh lý cao hơn. Có đề xuất cho rằng sự phát triển quay vòng của dây leo xoắn được điều hòa bởi những thay đổi về áp suất trương qua trung gian là sự thay đổi thể tích trong các tế bào biểu bì của vùng uốn.
Dây leo trèo có thể có nhiều đặc điểm độc đáo để đáp ứng với những thay đổi trong môi trường của chúng. Dây leo trèo có thể tạo phòng vệ bằng hóa chất và điều chỉnh phân phát sinh khối của chúng để đáp ứng với động vật ăn cỏ. Đặc biệt, dây leo xoắn Convolvulus arvensis tăng khả năng xoắn để đáp ứng với tổn thương lá liên quan đến động vật ăn cỏ, điều này có thể dẫn đến giảm số lượng động vật ăn cỏ trong tương lai. Ngoài ra, tua cuốn của dây leo lâu năm Cayratia japonica có thừa khả năng quấn quanh các cây gần đó của loài khác hơn là các cây cùng loài gần đó trong môi trường tự nhiên và thử nghiệm. Khả năng này, trước đây chỉ được ghi nhận ở rễ, chứng tỏ khả năng của dây leo khi phân biệt xem cây khác là cùng loài hay khác loài.
Ở những dây leo có tua cuốn, các tua cuốn rất nhạy cảm khi chạm vào và hoạt động cuộn được điều hòa bởi các hormone octadecanoid, jasmonates và axit indole-3-acetic. Kích thích tiếp xúc và hormone có thể tương tác thông qua các hợp chất dễ bay hơi hoặc các kiểu dao động bên trong. Nghiên cứu đã tìm ra sự hiện diện của ATPase chuyển vị ion ở loài thực vật Bryonia dioica, điều này có ý nghĩa đối với cơ chế cuộn tua cuốn trung gian ion. Để đáp ứng với kích thích chạm, K+, Mg2+ ATPase nhạy cảm với vanadat và ATPase chuyển vị Ca2+ sẽ nhanh chóng tăng cường hoạt động của chúng. Điều này làm tăng dòng ion xuyên màng dường như có liên quan đến giai đoạn đầu của quá trình cuộn tua cuốn.

## Ví dụ về phân loại dây leo
- Actinidia arguta, dây leo tara
- Actinidia polygama, dây leo bạc

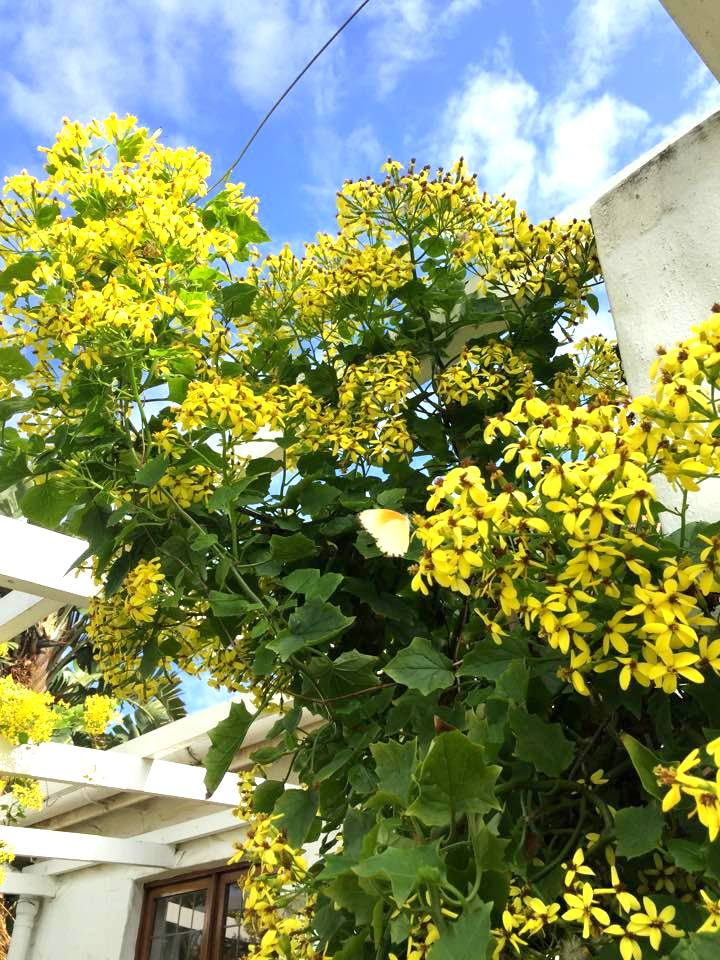
Dây leo hoàng yến bám trên giàn.

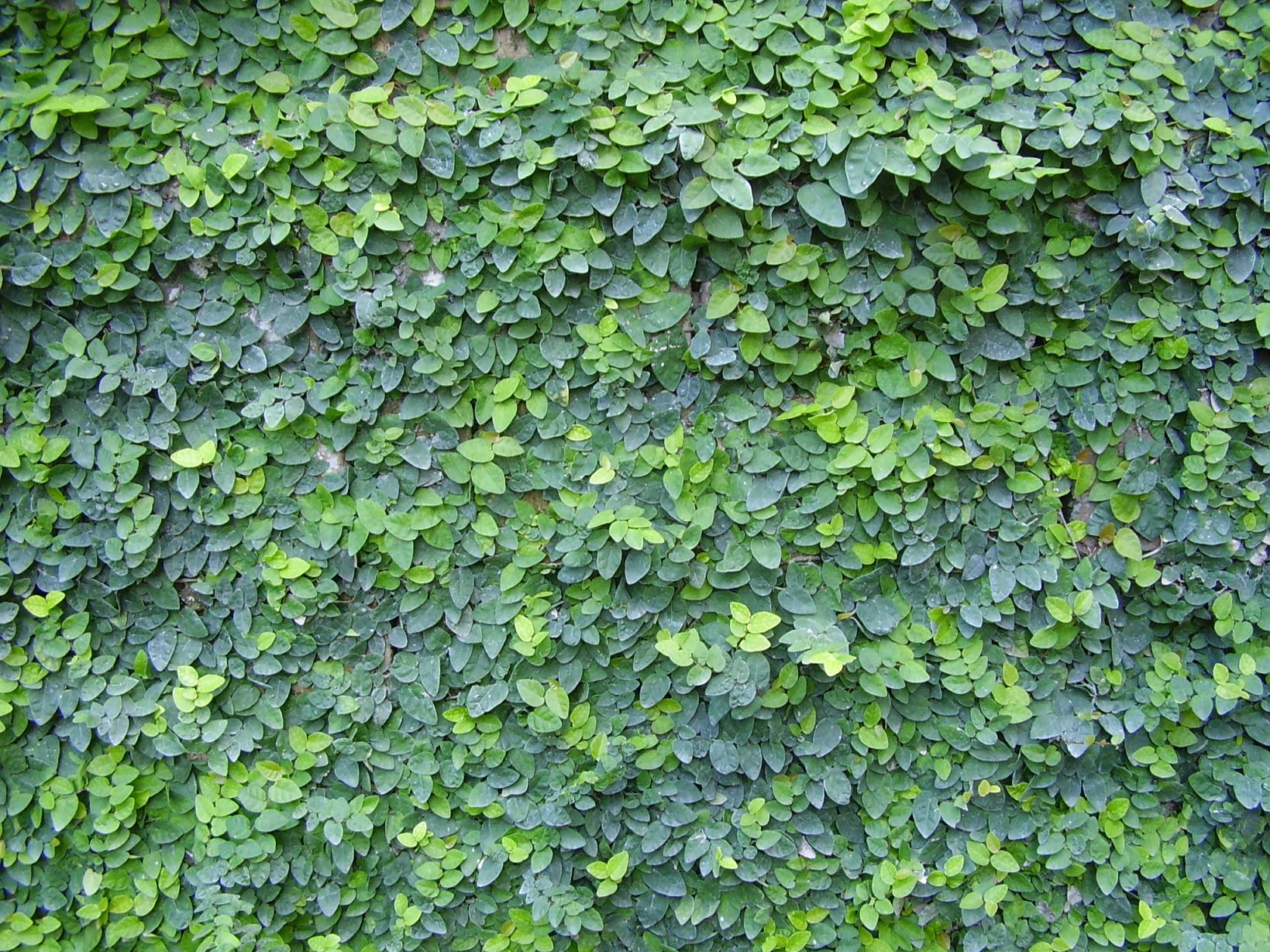
Ficus pumila phát triển mạnh phủ kín tường

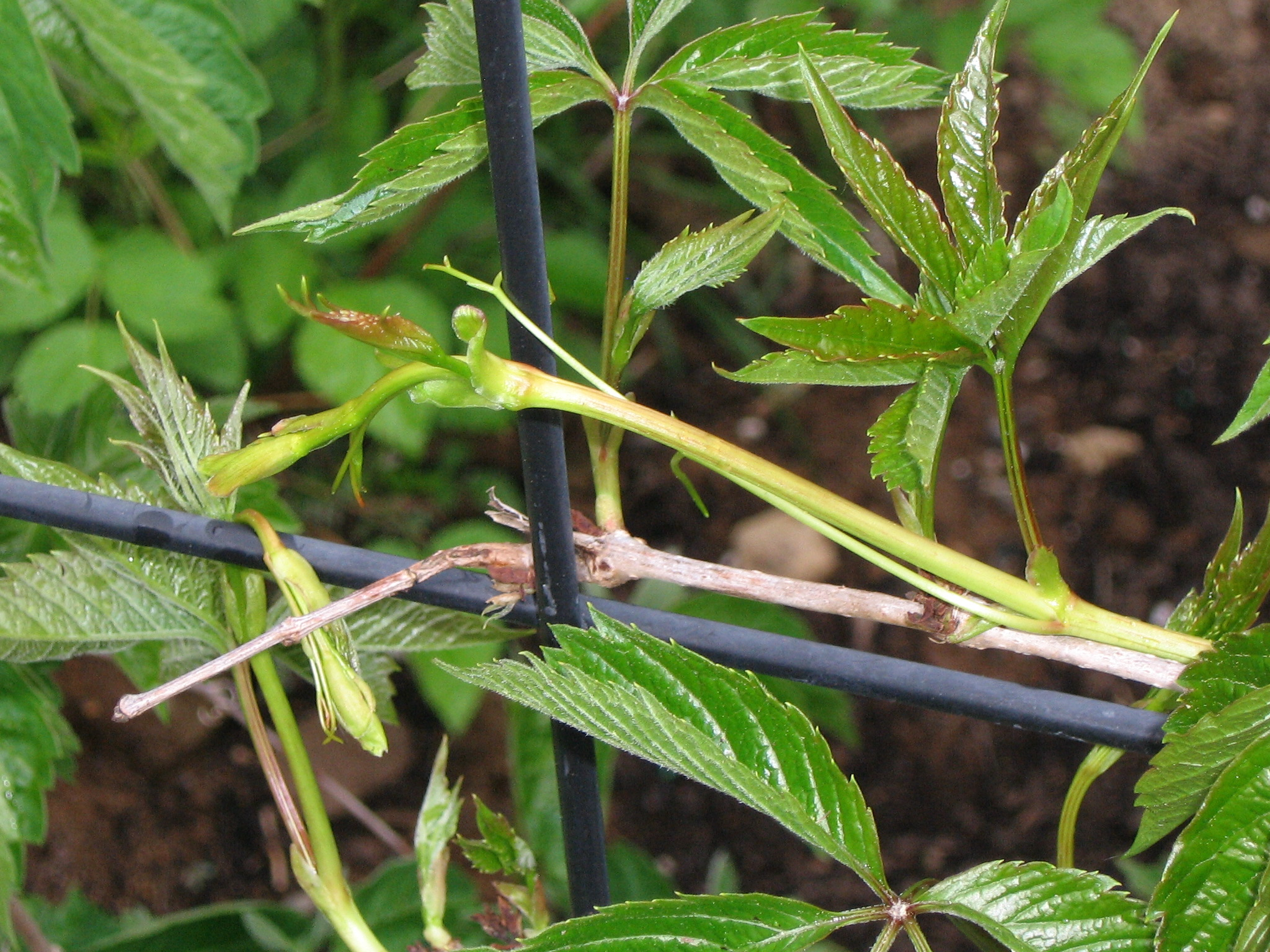
Sự phát triển của dây leo bò Virginia

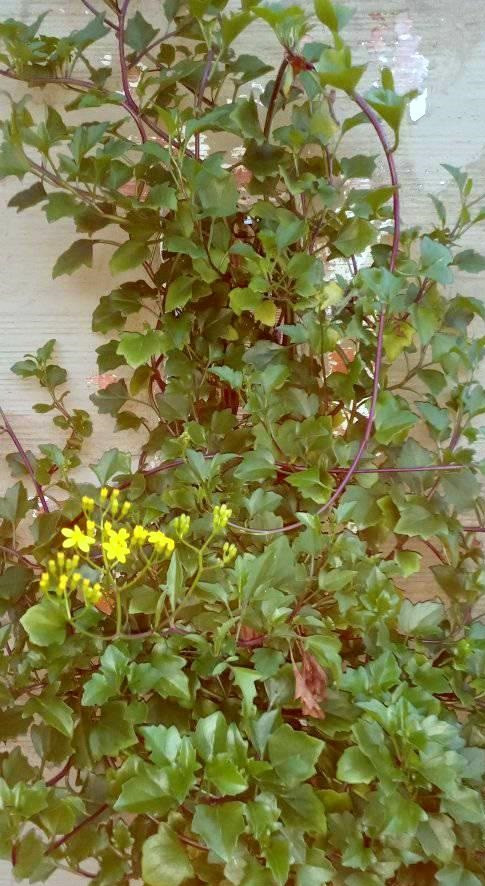
Thói quen bò trườn của dây cúc bạc leo

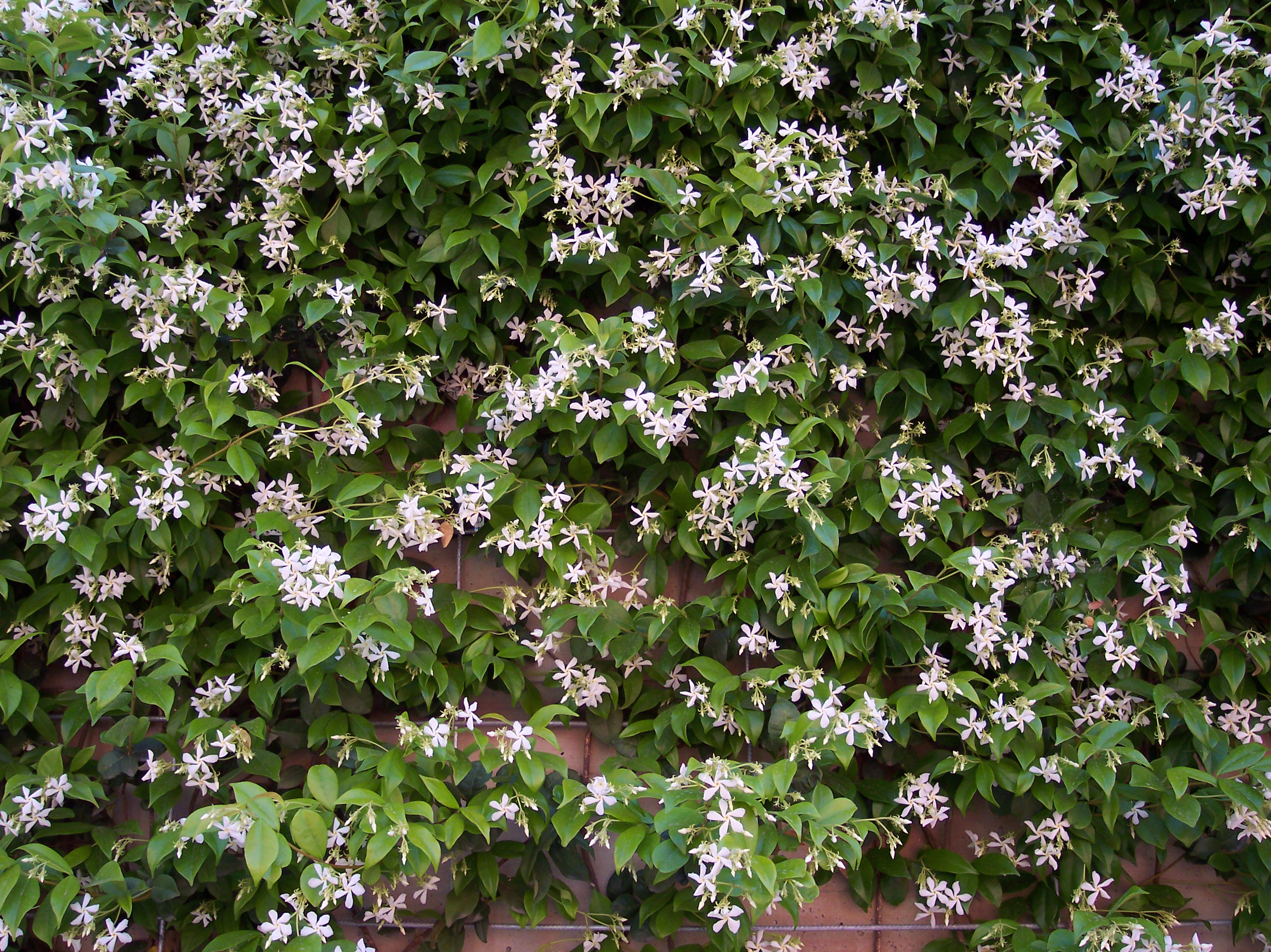
Mỏ sẻ với hoa

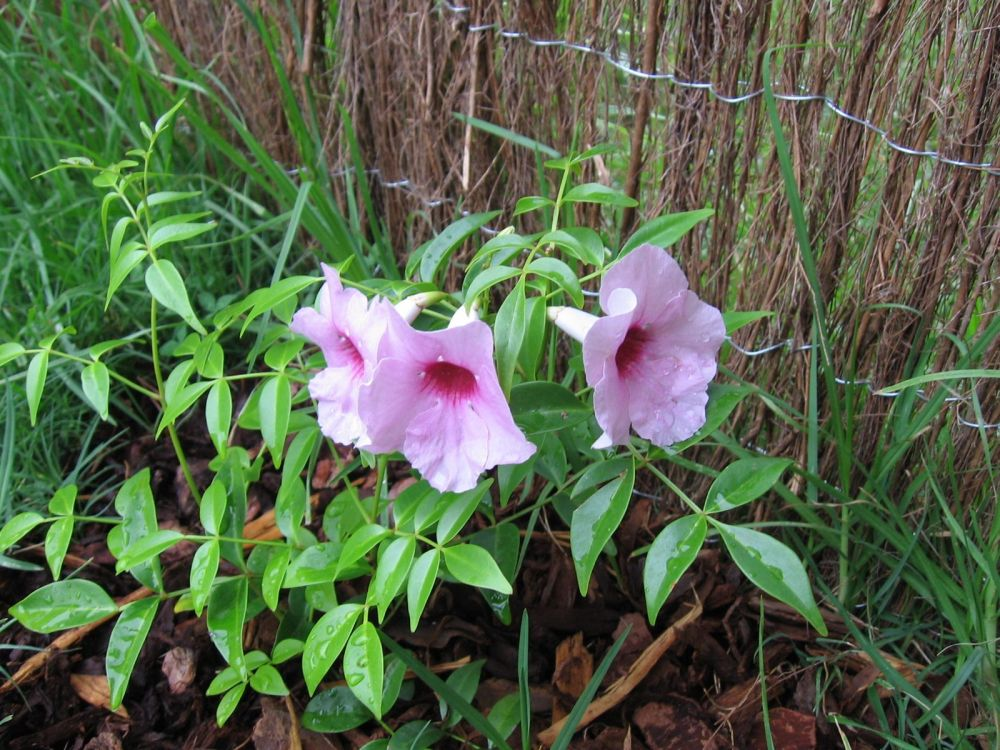
Hoa sặc sỡ của dây leo Bower

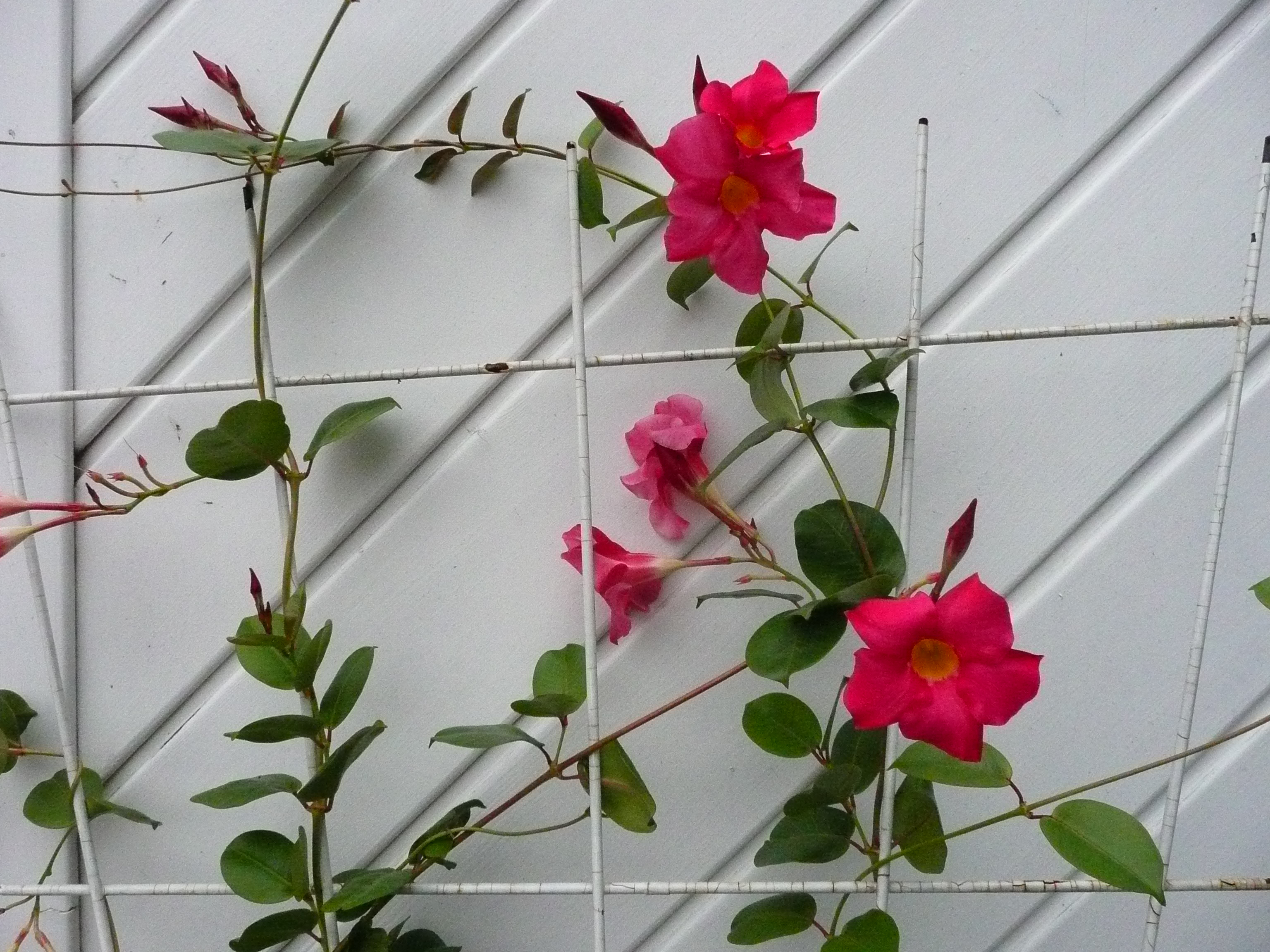
Mandevilla leo trườn trên lưới mắt cáo

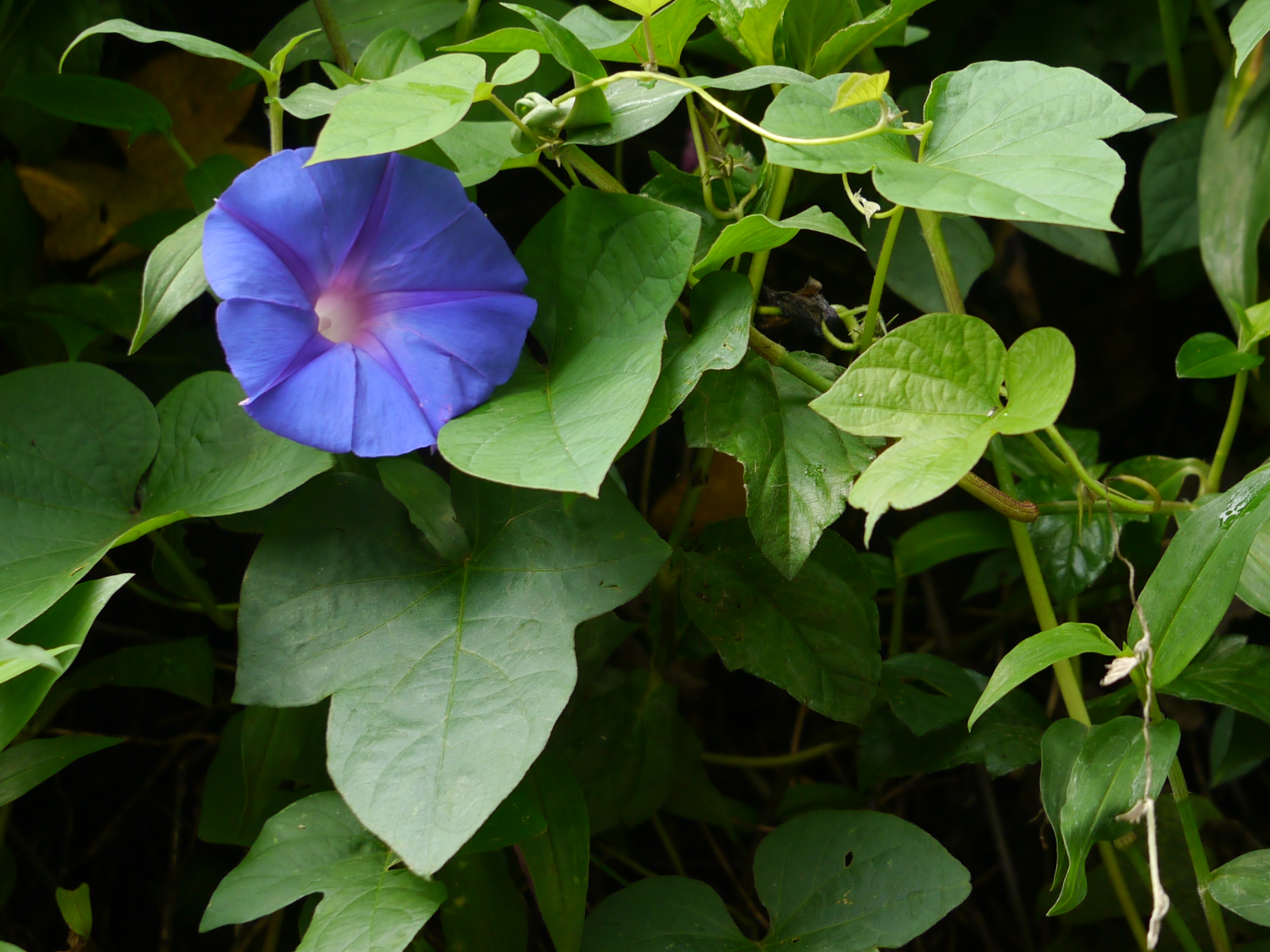
Hoa muống nước xanh biếc

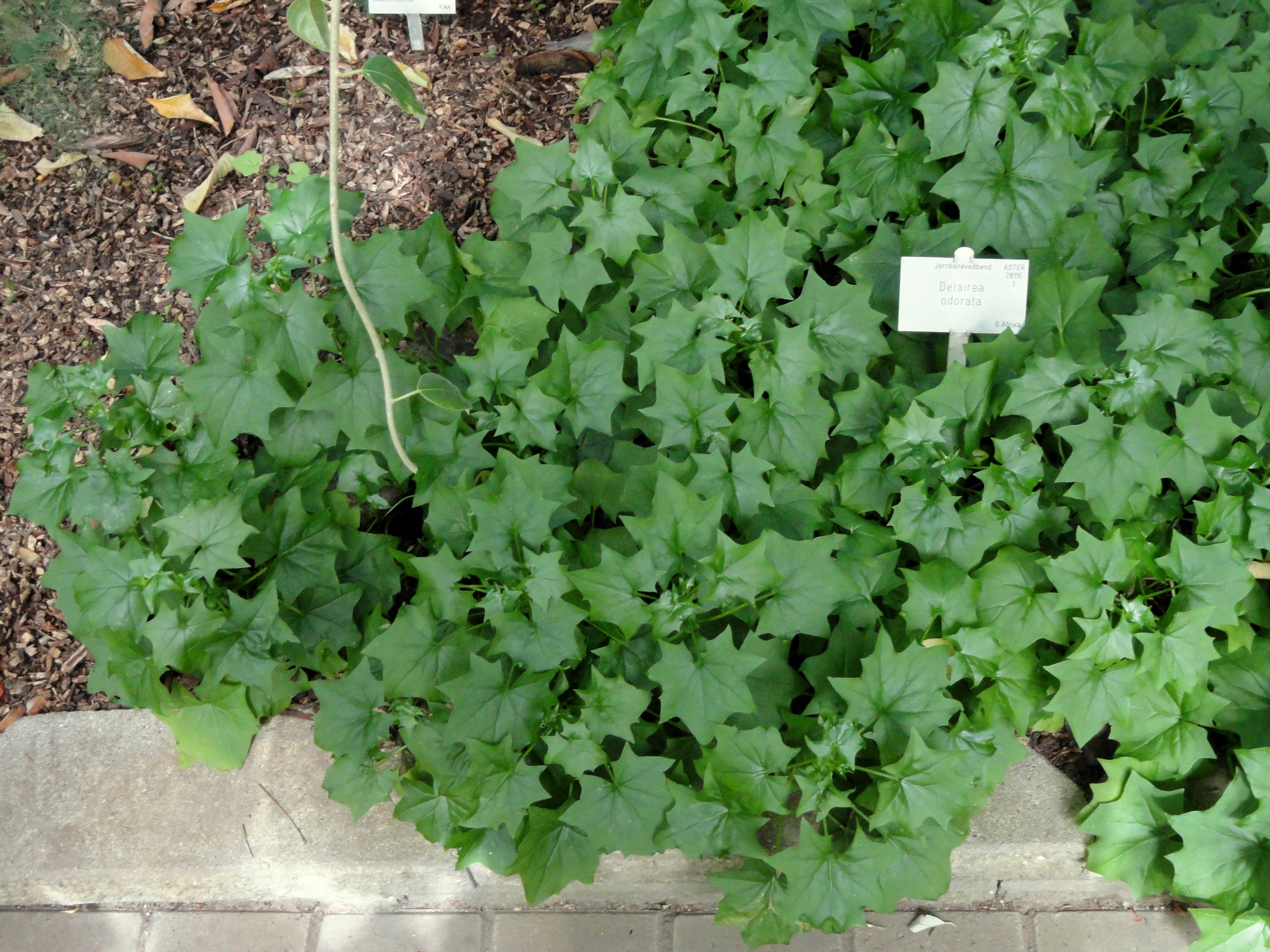
Dây thường xuân Đức bò trên mặt đất

- Adlumia fungosa, dây leo Allegheny
- Aeschynanthus radicans, dây leo son môi
- Akebia quinata, dây leo socola năm lá
- Akebia trifoliata, dây leo socola năm lá
- Allamanda cathartica, dây leo kèn
- Ampelocissus acetosa, được gọi là nho hoang dã hoặc djabaru
- Ampelopsis glandulosa var. brevipedunculata, được gọi là nho dại hoặc quả sứ
- Anredera cordifolia, dây leo Madeira
- Antigonon, dây leo san hô
- Antigonon leptopus, dây leo liên đoàn
- Aptenia cordifolia, aptenia lá tim
- Araujia sericifera, dây leo bướm đêm
- Asparagus asparagoides, dây leo cô dâu, dây leo khăn che mặt cô dâu
- Banisteriopsis caapi, ayahuasca, còn được gọi là dây leo caapi, yage và soul
- Berchemia scandens, dây leo mây
- Betel
- Bignonia, dây leo chữ thập
- Bougainvillea, một chi dây leo, cây bụi và cây cảnh có gai
- Callerya megasperma, tử đằng bản địa
- Calystegia sepium, bìm bìm hàng rào
- Campsis, dây leo kèn
  - Campsis grandiflora, dây leo kèn Trung Hoa
- Cardiospermum halicacabum, dây leo bong bóng
- Celastrus, dây leo quyền trượng
- Ceropegia woodii, chuỗi trái tim
- Clematis vitalba, niềm vui của lữ khách
- Clerodendrum thomsoniae, dây leo trái tim rỉ máu
- Clitoria ternatea, đậu bướm
- Ceropegia linearis, dây leo mân côi hoặc dây leo ngọt ngào
- Cissus antarctica, dây leo kangaroo
- Cissus hypoglauca, dây leo nước
- Citrullus lanatus var. lanatus, dưa hấu
- Cobaea scandens, dây leo cốc và đĩa, chuông nhà thờ, thường xuân Mexico
- Cochliasanthus, được gọi là dây leo nút chai, dây leo ốc sên, dây leo bò ốc sên
- Cucumis sativus, dưa leo
- Cyphostemma juttae, được gọi là nho hoang dã
- Delairea odorata, thường xuân Đức
- Dolichandra unguis-cati, dây leo móng mèo, dây leo phễu hoặc kèn móng mèo
- Epipremnum aureum, được gọi là ổ gà vàng và thường xuân của quỷ
- Fallopia baldschuanica, dây leo Nga
- Ficus pumila, được gọi là sung leo trèo
- Hardenbergia violacea, dây leo tử đinh hương
- Hedera helix, được gọi là thường xuân thường, thường xuân Anh, thường xuân châu Âu hoặc thường xuân
- Hibbertia scandens, hoa guinea leo, dây leo guinea vàng, cây guinea vàng
- Hoya, một chi gồm khoảng 300 loài dây leo hoặc dây bò
- Humulus lupulus, hoa bia
- Hydrangea petiolaris, hoa cẩm tú cầu leo
- Ipomoea cairica, được biết đến với tên gọi vinh quang buổi sáng Cairo, vinh quang buổi sáng bờ biển và cây leo đường sắt
- Ipomoea indica, được gọi là vinh quang buổi sáng xanh biếc
- Jasminum polyanthum, nhài hồng
- Kadsura japonica, dây leo kadsura
- Kennedia coccinea, dây leo san hô thường
- Kennedia nigricans', đậu san hô đen
- Lagenaria siceraria, được gọi là bầu chai, bí đặc, bí opo hoặc mướp dài
- Lathyrus odoratus, hương đậu
- Lonicera japonica, được gọi là Suikazura hay kim ngân hoa Nhật Bản
- Luffa, một chi dây leo nhiệt đới và cận nhiệt đới được phân loại trong họ dưa chuột, Cucurbitaceae
- Lygodium, một chi gồm khoảng 40 loài dương xỉ, được gọi là dương xỉ leo
- Mandevilla, kèn đá, hoa nhài Brazil
- Momordica charantia, khổ qua
- Mikania scandens, dây leo gai dầu
- Muehlenbeckia adpressa, dây leo Macquarie
- Nepenthes, một chi thực vật ăn thịt được gọi là cây nắp ấm nhiệt đới hoặc cốc khỉ
- Pandorea jasminoides, dây leo lùm
- Pandorea pandorana, dây leo wonga wonga
- Parthenocissus henryana, dây leo bò Virginia Trung Quốc, dây leo bò gân bạc
- Parthenocissus quinquefolia, được gọi là dây leo Virginia, dây leo Victoria, thường xuân năm lá hoặc dây leo năm ngón
- Parthenocissus tricuspidata, thường xuân Boston, thường xuân Nhật Bản
- Passiflora edulis, chanh dây
- Periploca graeca, dây leo tơ
- Philodendron hederaceum, ráy thơm lá tim
- Podranea ricasoliana, dây leo kèn hồng
- Pueraria lobata, dây leo kudzu
- Pyrostegia venusta, dây leo ngọn lửa hoặc dây leo kèn cam
- Pseudogynoxys chenopodioides, dây leo ngọn lửa Mexico
- Rosa banksiae, hoa hồng Lady Banks
- Rosa filipes, hoa hồng leo
- Schizophragma, dây leo tú cầu
- Scindapsus pictus, dây leo bạc
- Sechium edule, được gọi là su su, christophine hoặc một số tên khác
- Senecio angulatus, được gọi là thường xuân Cape
- Solandra, một chi thực vật có hoa thuộc họ dạ hương
- Solanum laxum, dây leo khoai tây
- Stephania japonica, dây leo rắn
- Stephanotis floribunda, nhài Madagascar
- Strongylodon macrobotrys, dây leo ngọc bích
- Syngonium, dây leo chân ngỗng
  - Syngonium podophyllum, dây leo đầu mũi tên
- Thunbergia alata, Susan mắt đen
- Thunbergia grandiflora, được gọi là dây leo đồng hồ Bengal hoặc dây leo kèn xanh
- Thunbergia erecta, dây leo đồng hồ bụi cây
- Toxicodendron radicans, được gọi là thường xuân độc
- Trachelospermum asiaticum, hoa nhài châu Á
- Trachelospermum jasminoides, hoa nhài liên đoàn, hoa nhài sao
- Vitis, bất kỳ loài nào trong số khoảng sáu mươi loài nho
- Wisteria, một chi thực vật có hoa thuộc họ đậu
- Xerosicyos, dây leo đô la bạc